# Оськин, Александр Иванович
Александр Иванович О́ськин (1912—1971) — советский комбайнер, новатор сельскохозяйственного производства.

## Биография
Родился 6 (19 августа) 1912 года в деревне Нефёдкино (ныне Похвистневский район, Самарская область).
Член ВКП(б) с 1939 года. С 1935 года комбайнер Илекской МТС Оренбургской области.
В 1935 комбайном «Коммунар» (СЗК) убрал за сезон 716 га (при норме 160 га). В 1936—1942 годах вместе с братом Архипом Ивановичем убрал агрегатом хлеб с площади 37451 га, или в среднем с 5350 га за сезон (при норме 360 га).
В 1949 году окончил МСХА имени К. А. Тимирязева, где с 1949 ассистент, с 1962 года — доцент. Кандидат сельскохозяйственных наук (1956).
Делегат Чрезвычайного VIII съезда Советов СССР (1936) и Чрезвычайного XVII Всероссийского съезда Советов (1937). Депутат ВС СССР 1 созыва (1937—1946).
Умер 10 августа 1971 года в Москве.

## Награды и премии
- Сталинская премия третьей степени (1951) — за усовершенствование методов работы на зерновых комбайнах
- два ордена Ленина
- орден Трудового Красного Знамени
- орден «Знак Почёта»
- медали, в том числе медаль «За освоение целинных и залежных земель» (1956)
- медали ВСХВ и ВДНХ, в т.ч. Большая золотая и Малая золотая.